# Ủy ban An ninh Nhà nước Cộng hòa Belarus
Ủy ban An ninh Nhà nước Cộng hòa Belarus (tiếng Belarus: Камітэт дзяржаўнай бяспекі, КДБ, chuyển tự La Tinh tiếng Belarus: Kamitet dziaržaŭnaj biaspieki - KDB; tiếng Nga: Комитет государственной безопасности, КГБ, chuyển tự La Tinh tiếng Nga: Komitet gosudarstvennoĭ bezopasnosti - KGB) là cơ quan tình báo của Cộng hòa Belarus. Đó là cơ quan tình báo duy nhất trong khối các quốc gia thuộc Liên Xô giữ cái tên tiếng Nga "KGB" sau khi Liên Xô tan rã (riêng lực lượng cảnh sát đặc biệt OMON vẫn giữ cái tên cũ của mình tại Nga)
KDB chính là hậu thân trực tiếp của cơ quan KGB lừng danh của Liên Xô tại Cộng hòa Belarus. Felix Edmundovich Dzerzhinsky, người sáng lập Cheka (tiền thân của NKVD và KGB), là một người Belarus và hiện nay ông vẫn là một anh hùng dân tộc của Belarus.
Thiếu tướng Vadim Yurevich Zaitsev (người lo việc an ninh của Tổng thống Belarus) được bổ nhiệm làm người lãnh đạo KDB vào tháng 7 năm 2008. Hiện nay người điều khiển chính thức KDB là Tổng thống Belarus Aleksandr Lukashenko.

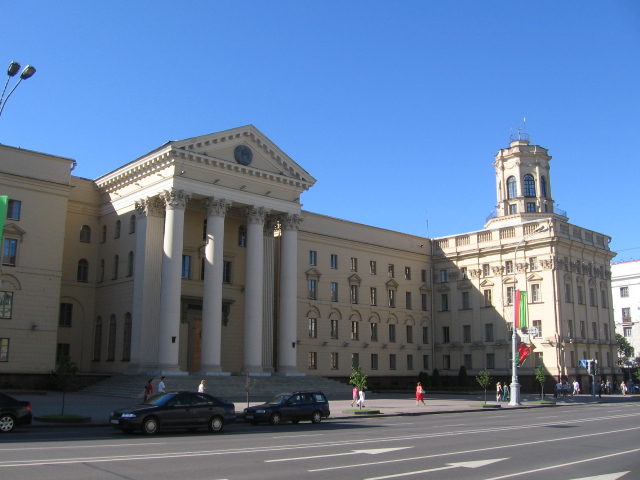
Trụ sở của Ủy ban An ninh Nhà nước Cộng hòa Belarus

## Nhiệm vụ của Ủy ban An ninh Nhà nước Cộng hòa Belarus
1. Bảo vệ sự độc lập của Nhà nước và toàn vẹn lãnh thổ;
2. Kiểm soát các cơ quan cấp dưới;
3. Trình Tổng thống các dự luật bảo đảm an ninh công cộng;
4. Báo cáo Tổng thống về tình hình an ninh công cộng;
5. Giúp cơ quan công cộng thực hiện các biện pháp để phát triển đất nước;
6. Làm công tác tình báo đối ngoại;
7. Chống gián điệp;
8. Chống chủ nghĩa cực đoan;
9. Sưu tầm, điều tra và điều tra sơ bộ;
10. Bảo vệ bí mật nhà nước;
11. Bảo đảm an toàn thông tin liên lạc của chính phủ bằng mật mã.

## Lãnh đạo qua các thời kỳ
- Gennady Mikhailovich Lavitsky (22 tháng 2 năm 1994 - 23 tháng 7 năm 1994)
- Vladimir Aliaksandravich Matskevich (20 tháng 12 năm 1995 - 27 tháng 11 năm 2000)
- Leonid Tsihanavich Erin (27 tháng 11 năm 2000 - 18 tháng 11 năm 2004)
- Stepan Mikalaevich Sukharenka (20 tháng 1 năm 2005 - 17 tháng 7 năm 2007)
- Yuryy Viktarvich Zhadobin [ru; en] (17 tháng 7 năm 2007 - 15 tháng 7 năm 2008)
- Vadim Yurevich Zaitsev (15 tháng 7 năm 2008 - nay)